# 克魯泰
48°6′50″N 34°41′44″E / 48.11389°N 34.69556°E
克魯泰（羅馬化：Krute）是烏克蘭中部第聶伯羅彼得羅夫斯克州第聶伯羅區索洛內市鎮的村莊。該村分別距離特里圖茲內2公里和貝茲博羅迪科韋3公里，海拔高度101米，2001年人口124。